# 水本伸子
水本 伸子 (みずもと のぶこ、1957年 - ）は、日本の実業家。IHI取締役等を経て、トクヤマ取締役、大気社取締役。

## 人物
1957年生まれ。お茶の水女子大学大学院理学研究科物理学専攻を修了し、石川島播磨重工業（現：IHI）に初の女性技術系社員として入社し、研究職として活躍。人事部採用グループ長、CSR推進部長などを経て2014年、同社初の女性執行役員。2018年、初の生え抜き女性取締役となり、同社のIT戦略を統括する。2020年退任。
社外の役職として、内閣府総合海洋政策本部参与、経済産業省総合資源エネルギー調査会基本分科会委員も務める。

## 経歴
- 1982年4月 - 石川島播磨重工業(現:IHI)入社
- 2004年 - TX準備室長
- 2006年 - 経営企画部新事業企画グループ長
- 2008年 - 人事部採用グループ長
- 2012年4月 - CSR推進部長
- 2014年4月 - 執行役員　グループ業務統括室長
- 2016年4月 - 執行役員　調達企画本部長
- 2017年4月 - 常務執行役員　調達企画本部長
- 2018年 
  - 4月　- 常務執行役員　高度情報マネジメント統括本部長
  - 6月 - 取締役常務執行役員　高度情報マネジメント統括本部長
- 2020年　
  - 4月 - 取締役
  - 6月 - 退任
  - 7月 - 顧問 エグゼクティブ・フェロー
- 2021年
  - 4月 - 顧問
  - 6月 - トクヤマ取締役　監査等委員[8]
  - 同月 - 大気社社外取締役 [9]
- 2023年
  - 6月 - オカムラ取締役[10]